# Chain Chomp
Een Chain Chomp (soms simpelweg Chomp genoemd) is een personage uit de Mario-serie.

## Beschrijving
Chain Chomp is een soort hond. Hij bestaat uit een donkergrijze bal met een ketting, die soms vrij rond springt of ergens aan vastgebonden zit. Hij is een vijand van Mario en zijn vrienden. Hij helpt Bowser om Mario te verslaan. Chain Chomp maakte zijn debuut in Super Mario Bros. 3, waarin hij een vijand was. Dit was ook zo in Super Mario Sunshine, Mario Kart: Double Dash!!, Mario Golf: Toadstool Tour, Mario Kart DS, New Super Mario Bros., Super Mario Galaxy, Mario Kart Wii, New Super Mario Bros. Wii en Super Mario Galaxy 2. In Super Mario Sunshine is Chain Chomp een oranje bal met een oranje ketting en een gele ster.
In The Legend of Zelda: Link's Awakening komen ook drie Chomps voor, die als huisdieren worden gehouden door een zekere Madame Miow. Op een gegeven moment moet Link haar lieveling BowWow redden van een bende 'dognappers' en het beest vervolgens 'uitlaten'. Door gevaarlijke planten op te eten maakt BowWow vervolgens de weg naar de tweede kerker in het spel vrij.